# Batalla d'Ipsos
La batalla d'Ipsos va tenir lloc a la regió de Frígia (actual Turquia) l'any 301 aC i s'inscriu en el marc de les Guerres dels Diàdocs La van guanyar les forces col·ligades de Seleuc I Nicàtor (rei de Síria, de Babilònia i de les satrapies orientals) i de Lisímac de Tràcia (rei de Tràcia) enfront d'Antígon el borni i el seu fill Demetri Poliorcetes que aplegaven Anatòlia, Síria, el Xam i Grècia (la Lliga de Corint es va reconstituir l'any 302 aC). La batalla d'Ipsos pot ser considerada, juntament amb la batalla de Ràfia (217 aC), com una de les majors batalles del període hel·lenístic i com la major batalla d'elefants de la història «occidental».

## Context històric
L'any 304 aC, una coalició va unir Ptolemeu I Soter, Seleuc I Nicàtor, Cassandre i Lisímac de Tràcia contra Antígon el borni que esperava establir el seu domini sobre Grècia i la mar Egea. Tenint en compte la riquesa del seu regne i la qualitat del seu exèrcit, els adversaris d'Antígon havien d'unir les seves forces. Per això van organitzar la defensa d'Europa contra Demetri per tal de permetre a Lisímac, que comandava una poderosa falange endurida per les guerres a les fronteres de Tràcia, de desembarcar a Àsia Menor.
Lisímac va desembarcar a la Frígia Hel·lespòntica, i va aconseguir d'evitar Antígon. Va rebre la submissió de les ciutats del litoral egeu. Però el desembarcament de Demetri a Efes durant la tardor del 302 aC va posar Lisímac en dificultats, i el va obligar a retirar-se a Bitínia, mentre que els reforços enviats per Cassandre van ser derrotats. Però Seleuc i Lisímac es van poder unir a Frígia. Ptolemeu, bloquejat a Celesíria, i enganyat per una falsa notícia que anunciava una victòria d'Antígon, no va poder - o voler- ajuntar les seves forces a la coalició. Antígon i Demetri es van avançar llavors sobre l'exèrcit de la coalició, prop del poble d'Ipsos, al cor de la Frígia.

## Desenvolupament de la batalla
La naturalesa exacta del terreny no és coneguda, però es pot suposar, a la vista del silenci de les fonts sobre qualsevol descripció del terreny, que es tractava d'una planura. La nit abans de la batalla, Antígon va tenir un presagi: el mateix Alexandre el Gran, vestit amb una magnífica armadura, arriba i li pregunta quin seria el seu crit d'adhesió en el moment de la batalla, a la qual cosa el sobirà borni respon: «Zeus i la victòria». Alexandre li gira llavors l'esquena, i marxa cap al camp enemic tot dient: «Llavors me'n vaig amb els teus adversaris, ja que em rebran amb els honors que em són deguts».
Després d'algunes escaramusses d'infanteria lleugera i d'elefants, Demetri, al capdavant de la cavalleria pesant, sobre el flanc dret, va carregar impetuosament contra Antíoc I Sòter, el fill de Seleuc, i el va errotar. Però lluny de tornar sobre la falange adversa, Demetri continuà la seva persecució i aviat els elefants enemics, apostats al darrere de la falange, li van impedir de retornar al camp de batalla. En veure la infanteria antigònida privada del suport de la seva cavalleria, l'exèrcit de la coalició va llançar l'assalt victoriós, amb la cavalleria al capdavant. La cavalleria lleugera de Seleuc va esquivar el flanc esquerre d'Antígon i carregà contra la falange mentre que la infanteria de Lisímac avançava de front. Antígon, que comandava la falange, va rebre diverses ferides i va morir valentament. Demetri va aconseguir escapar-se amb 4.000 cavallers i 5.000 soldats d'infanteria.

## Conseqüències
De resultes de la batalla d'Ipsos, els vencedors es van repartir el regne d'Antígon: Ptolemeu va establir el seu domini sobre Celesíria. Cassandre va mantenir la seva presència a Macedònia i a Grècia. Lisímac es va annexar l'Àsia Menor fins a les Muntanyes del Taure. Seleuc, el gran vencedor, s'apoderà de la part oriental de l'Àsia Menor i de Síria. Aquest repartiment és a l'origen de les guerres síries entre els Làgides i Selèucides. Demetri va conservar, per la seva part, algunes places fortes a Fenícia, a l'Àsia Menor i a les Cíclades, així com Xipre, durant alguns anys més.